# Liste des téléfilms Disney Channel Original Movie
 (décembre 2020).
Disney Chanel Original Movie, auparavant Disney Channel Premiere Film puis Disney Original Movie, est un label donné aux téléfilms produits par Disney Channel.
Disney Channel commence à diffuser des téléfilms en 1983, ils sont alors produits par différentes sociétés de productions dont parfois Walt Disney Television.
Quand la collection est rebaptisée en 1997, les téléfilms deviennent uniquement produit par Disney, à l'exception de quelques hors-séries ; pourtant, ils font partie d'un catalogue dissocié des autres téléfilms produits par Walt Disney Television, maison-mère de la chaîne.
Depuis 2020, la chaîne produit également des téléfilms à destination du service Disney+. Ces derniers sont d'abord mis en ligne sur le service en tant que production originale avant d'être diffusés sur la chaîne. Dans un premier temps, ces productions ne mentionnent pas la collection, néanmoins, en 2023, le nom de la chaîne est retiré du nom de la collection afin de réunir les téléfilms à destination de la chaîne et du service. En 2025, le nom de la chaîne est nouveau utilisé pour promouvoir les productions.

## Historique
Dès les années 1950, la société Disney investit le marché de la production télévisuelle.
Le 18 avril 1983, les studios Disney lancent leur toute première et propre chaine de télévision sur le réseau câblé américain, Disney Channel. Sa grille se veut ainsi un habile mélange de films Disney, créations originales et autres productions familiales acquises en dehors du catalogue de la firme de Mickey. Concomitamment à sa naissance, Disney Channel accueille aussi une collection de téléfilms produit par Walt Disney Television dont Les Tigres (Tiger Town), diffusé le 9 octobre 1983. Le public lui réserve un tel accueil qu'il se voit bien vite proposé au cinéma, certes dans un réseau de salles restreint, à partir du 9 juin 1984. La chaîne décide alors de produire des téléfilms spéciaux, les Disney Channel Premiere Films.
À partir de 1997, Disney Channel choisit de faire évoluer son image en ciblant plus particulièrement le public adolescent, délaissant la cible familiale, jugée désormais trop large. Les productions originales de la chaîne sont alors les premières à prendre le virage de la nouvelle politique éditoriale, revêtant logiquement une nouvelle appellation, les Disney Channel Original Movies.

## Identité visuelle
De 1983 à 1996, le label ne disposait pas de logo. L'appellation Disney Channel Premiere Film / Original Movie était alors simplement indiqué par un texte au début des téléfilms et sur leurs supports promotionnels. 
Dès 1999, un logo reprenant celui de la chaîne accompagné d'un cercle indiquant la mention Original Movie commence à être utilisé mais uniquement sur les supports promotionnels. 
C'est à partir de 2002 que un véritable logo est mis en place. Ce dernier reprend généralement le logo de la chaîne accompagné de la mention Original Movie et peut être vu lors du générique de fin du téléfilm ainsi que sur ses supports promotionnels, éditions vidéos et certains produits dérivés.

Logo utilisé de 1999 à 2001.
Logo utilisé de 2002 à 2010.
Logo utilisé de 2010 à 2014.
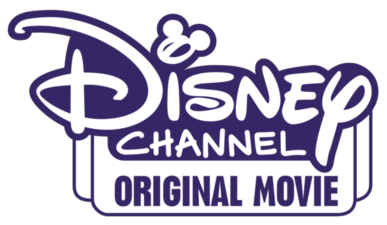
Logo utilisé de 2014 à 2022. Réutilisé depuis 2025.
Logo utilisé lors de l'événement pour fêter la diffusion de Babysitting Night, 100e film de la collection.

## Disney Channel Premiere Film(1983-1997)
Voici la liste exhaustive des téléfilms sortis sous le label Disney Channel Premiere Films, de 1983 à 1996.
À cette époque, les téléfilms n'étaient pas toujours produits par Disney.

### Années 1980
- 1983
  - Les Tigres (Tiger Town) d'Alan Shapiro

- 1984
  - Gone are the Days de Gabrielle Beaumont
  - L'Amour aveugle (Love Leads the Way) de Delbert Mann

- 1985
  - La Flèche Noire (The Black Arrow) de John Hough
  - Lots of Luck de Peter Baldwin
  - Pépé le moqueur (The Undergrads) de Steven Hilliard Stern
  - Breakin' Through de Peter Medak
  - Le Vol du Blue Yonder (The Blue Yonder) de Mark Rosman

- 1986
  - Papa épouse maman (The Parent Trap 2) de Ronald F. Maxwell
  - Capone, chien gangster ! (Spot Marks the X) de Mark Rosman
  - Les Collines de l’espoir / À travers les plaines sauvages (Down the Long Hills) de Burt Kennedy

- 1987
  - Strange Companions de Frank Zuniga
  - Le Bonheur au bout du chemin 2 (Anne of Avonlea: The Continuing Story of Anne of Green Gables) de Kevin Sullivan
  - Electronic Junior : Humain ou presque (Not Quite Human) de Steven Hilliard Stern
  - The Christmas Visitor de George Miller

- 1988
  - Appelez-moi miss Catastrophe ! (Save the Dog!) de Paul Aaron
  - Train de nuit pour Katmandou (Night Train to Kathmandu) de Robert Wiemer
  - Ollie Hopnoodle's Haven of Bliss de Richard Bartlett
  - Vienne 1938 (A Friendship in Vienna) d'Arthur Allan Seidelman
  - Good Old Boy: A Delta Boyhood de Tom G. Robertson
  - Miss Liberté (Goodbye, Miss 4th of July) de George Miller

- 1989
  - Danny, le champion du monde (Danny, the Champion of the World) de Gavin Millar
  - L'été des victoires (Looking for Miracles) de Kevin Sullivan
  - Electronic Junior 2 (Not Quite Human 2) d'Eric Luke

### Années 1990
- 1990
  - Lantern Hill de Kevin Sullivan
  - Chips, chien de combat (Chips, the War Dog) d'Ed Kaplan
  - Mother Goose Rock n'Rhyme de Jeff Stein
  - Back Home de Piers Haggard
  - The Little Kidnappers de Donald Shebib
  - Le Retour de Tom Sawyer et d'Huckleberry Finn (Back to Hannibal: The Return of Tom Sawyer and Huckleberry Finn) de Paul Krasny

- 1991
  - Bejewelled de Terry Marcel
  - Harmonie parfaite (Perfect Harmony) de Will Mackenzie
  - Mark Twain et moi (Mark Twain and Me) de Daniel Petrie

- 1992 : Electronic Junior 3 (Still Not Quite Human) d'Eric Luke

- 1993
  - The Ernest Green Story d'Eric Laneuville
  - Attention espions (Spies) de Kevin Connor
  - Heidi de Michael Rhodes

- 1994
  - Tip Top et Jim Jam (On Promised Land) de Joan Tewkesbury
  - Le Prince et le Souffre-douleur (The Whipping Boy) de Syd Macartney

- 1995
  - Le Magasin d'antiquités (The Old Curiosity Shop) de Kevin Connor
  - L'Intrépide Chevalier Millard (The Four Diamonds) de Peter Werner

- 1996
  - Les Cavaliers de la liberté (The Little Riders) de Kevin Connor
  - Nightjohn (en) de Charles Burnett
  - Susie Q de John Blizek
  - Wish Upon a Star de Blair Treu

- 1997
  - The Paper Brigade de Blair Treu
  - Les Chemins du cœur (Northern Lights) de Linda Yellen

## Disney Channel Original Movie(1997-2022)
Voici la liste exhaustive des téléfilms sortis sous le label Disney Channel Original Movie, de 1997 à 2022.
Les téléfilms indiqués comme hors-séries sont parfois diffusés en tant que Disney Channel Original Movie mais ne font pas partie officiellement de la collection car ils sont produits par d'autres studios que Disney ou sont des productions exclusives à un pays. 
Entre 2020 et 2022, certains téléfilms sont produits par la chaîne pour le service Disney+, néanmoins, ces productions sont également considérées comme hors-série.

### Années 1990
- 1997 : La Momie d'Halloween (Under Wraps) de Greg Beeman

- 1998
  - Vie de chien, vie de château (You Lucky Dog) de Paul Schneider
  - Brink, champion de roller (Brink!) de Greg Beeman
  - Les Sorcières d'Halloween (Halloweentown) de Duwayne Dunham

- 1999
  - Zenon, la fille du 21e siècle (Zenon: Girl of the 21st Century) de Kenneth Johnson
  - Embrouilles dans la galaxie (Can of Worms) de Paul Schneider
  - Le Garçon qui venait de la mer (The Thirteenth Year) de Duwayne Dunham
  - La Maison du futur (Smart House) de LeVar Burton
  - Johnny Tsunami de Steve Boyum
  - Savant en herbe (Genius) de Rod Daniel
  - P.U.N.K.S. (Hors-série) de Sean McNamara
  - Ne regarde pas sous ton lit (Don't Look Under the Bed) de Kenneth Johnson
  - Le Ranch du bonheur (Horse Sense) de Greg Beeman

### Années 2000
- 2000
  - Graine de héros (Up, Up, and Away) de Robert Townsend
  - La Couleur de l'amitié (The Color of Friendship) de Kevin Hooks
  - Un match au sommet (Alley Cats Strike) de Rod Daniel
  - Les Filles de l'océan (Rip Girls) de Joyce Chopra
  - Miracle sur la deuxième ligne (Miracle in Lane 2) de Greg Beeman
  - Ma sœur est une extraterrestre (Stepsister from Planet Weird) de Steve Boyum
  - La Confiance des chevaux (Ready to Run) de Duwayne Dunham
  - Les Quintuplés (Quints) de Bill Corcoran
  - Mon clone et moi (The Other Me) de Manny Coto
  - Chasseurs de vampire (Mom's Got a Date with a Vampire) de Steve Boyum
  - Le Fantôme du cinéma (Phantom of the Megaplex) de Blair Treu
  - Le Plus Beau Cadeau de Noël (The Ultimate Christmas Present) de Greg Beeman

- 2001
  - Zenon et les Aliens (Zenon: The Zequel) de Manny Coto
  - Motocross (Motocrossed) de Steve Boyum
  - Le Lutin (The Luck of the Irish) de Paul Hoen
  - Un chien envahissant (Hounded) de Neal Israel
  - Les Aventures de Jett Jackson (Jett Jackson: The Movie) de Shawn Levy
  - Jennie (The Jennie Project) de Gary Nadeau
  - Escale imprévue (Jumping Ship) de Michael Lange
  - Le Point zéro (The Poof Point) de Neal Israel
  - Les Sorcières d'Halloween 2 (Halloweentown II: Kalabar's Revenge) de Mary Lambert
  - Nuit magique ('Twas the Night) de Nick Castle

- 2002
  - Double Équipe (Double Teamed) de Duwayne Dunham
  - Cadet Kelly de Larry Shaw
  - Bienvenue chez Trudy (Tru Confessions) de Paul Hoen
  - Opération Walker (Get a Clue) de Maggie Greenwald
  - Cadence (Gotta Kick It Up!) de Ramón Menéndez
  - Des vacances inoubliables (A Ring of Endless Light) de Greg Beeman
  - La Patrouille fantôme (The Scream Team ) de Stuart Gillard

- 2003
  - Face ou Pile (You Wish!) de Paul Hoen
  - La Voie tracée (Right on Track) de Duwayne Dunham
  - Drôles de vacances (The Even Stevens Movie) de Sean McNamara
  - Une équipe de chefs (Eddie's Million Dollar Cook-Off) de Paul Hoen
  - Les Cheetah Girls (The Cheetah Girls) d'Oz Scott
  - À nous de jouer (Full-Court Miracle) de Stuart Gillard

- 2004
  - Star idéale (Pixel Perfect) de Mark Dippé
  - Le Triomphe de Jace (Going to the Mat) de Stuart Gillard
  - Zenon et la Déesse de la Lune (Zenon: Z3) de Steve Rash
  - La Naissance d'une nouvelle star (Stuck in the Suburbs) de Savage Steve Holland
  - Un père pas comme les autres (Tiger Cruise) de Duwayne Dunham
  - Les Sorcières d'Halloween 3 (Halloweentown High) de Mark Dippé

- 2005
  - Le Manoir de la magie (Now You See It...) de Duwayne Dunham
  - La Terre sacrée des bisons (Buffalo Dreams) de David Jackson
  - Kim Possible, le film : Mission Cupidon (Kim Possible Movie: So the Drama) de Steve Loter
  - Figure libre (Go Figure) de Francine McDougall
  - Calvin et Tyco (Life is Ruff) de Charles Haid
  - Cool Attitude, le film (The Proud Family Movie) de Bruce W. Smith
  - Des amours de sœurcières (Twitches) de Stuart Gillard

- 2006
  - High School Musical : Premiers pas sur scène (High School Musical) de Kenny Ortega
  - Les Sœurs Callum (Cow Belles) de Francine McDougall
  - Wendy Wu (Wendy Wu : Homecoming Warrior) de John Laing
  - Le Journal de Jaimie (Read It and Weep) de Paul Hoen
  - Les Cheetah Girls 2 (The Cheetah Girls 2) de Kenny Ortega
  - Les Sorcières d'Halloween 4 (Return to Halloweentown) de David Jackson

- 2007
  - Jump in! de Paul Hoen
  - Johnny Kapahala (Johhny Kapahala : Back On Board) d'Eric Bross
  - High School Musical 2 de Kenny Ortega
  - Des amours de sœurcières 2 (Twitches Too) de Stuart Gillard

- 2008
  - Minutemen : Les Justiciers du temps  (Minutemen) de Lev L. Spiro
  - Camp Rock de Matthew Diamond
  - Les Cheetah Girls : Un monde unique (The Cheetah Girls: One World) de Paul Hoen

- 2009
  - SOS Daddy (Dadnapped) de Paul Hoen
  - Un costume pour deux (Hatching Pete) de Stuart Gillard
  - Princess Protection Program : Mission Rosalinda (Princess Protection Program) d'Allison Liddi-Brown
  - Les Sorciers de Waverly Place, le film (Wizards of Waverly Place - The Movie) de Lev L. Spiro

### Années 2010
- 2010
  - Starstruck : Rencontre avec une star (StarStruck) de Michael Grossman
  - Harriet l'espionne : La Guerre des blogs (Harriet the Spy : Blog Wars, Hors-série) de Ron Oliver
  - 16 vœux (16 Wishes, Hors-série) de Peter DeLuise
  - Bienvenue chez les scouts (Den Brother) de Mark L. Taylor
  - Camp Rock 2 : Le Face à Face (Camp Rock 2: The Final Jam) de Paul Hoen
  - Avalon High : Un amour légendaire (Avalon High) de Stuart Gillard

- 2011
  - Zack et Cody, le film (The Suite Life Movie) de Sean McNamara
  - Lemonade Mouth de Patricia Riggen
  - La Fabulous Aventure de Sharpay (Sharpay's Fabulous Adventure) de Michael Lembeck
  - Phinéas et Ferb, le film : Voyage dans la 2e dimension (Phineas and Ferb - The Movie: Across the Second Dimension) de Dan Povenmire et Robert F. Hughes
  - Le Geek Charmant (Geek Charming) de Jeffrey Hornaday
  - Bonne chance Charlie, le film (Good Luck Charlie, It's Christmas!) d'Arlene Sanford

- 2012
  - Amiennemies (Frenemies) de Daisy von Scherler Mayer
  - Appelez-moi DJ Rebel (Radio Rebel) de Peter Howitt
  - Let It Shine de Paul Hoen
  - Luck Luck Ki Baat (Hors-série) d'Iqbal Khan
  - Skylar Lewis : Chasseuse de monstres (Girl Vs. Monster) de Stuart Gillard

- 2013 : Teen Beach Movie de Jeffrey Hornaday

- 2014
  - Cloud 9 : L'Ultime Figure (Cloud 9) de Paul Hoen
  - Zapped : Une application d'enfer ! (Zapped) de Peter DeLuise
  - Le Garçon idéal (How to Build a Better Boy) de Paul Hoen
  - Evermoor, l'héritage maudit (Evermoor, Hors-série) de Chris Cottam

- 2015
  - Ma pire journée (Bad Hair Day) d'Érik Canuel
  - Teen Beach 2 de Jeffrey Hornaday
  - Descendants de Kenny Ortega
  - Ma sœur est invisible ! (Invisible Sister) de Paul Hoen

- 2016
  - Mère et Fille : California Dream (Hors-série) de Stéphane Marelli
  - Babysitting Night (Adventures in Babysitting) de John Schultz
  - Le Swap (The Swap) de Jay Karas

- 2017
  - Raiponce : Moi, j'ai un rêve (Tangled: Before Ever After) de Tom Caulfield et Stephen Sandoval
  - Descendants 2 de Kenny Ortega

- 2018
  - Zombies de Paul Hoen
  - Freaky Friday de Steve Carr

- 2019
  - Kim Possible d'Adam Stein et Zach Lipovsky
  - Droit au But (Back of the Net) (Hors-série) de Louise Alston
  - Descendants 3 de Kenny Ortega

### Années 2020
- 2020
  - Zombies 2 de Paul Hoen
  - L'École de la magie (Upside-Down Magic) de Joe Nussbaum
  - Phinéas et Ferb, le film : Candice face à l'univers (Phineas and Ferb the Movie: Candace Against the Universe) (Hors-série) de Bob Bowen (diffusé sur Disney+)
  - Société secrète de la royauté (Secret Society of Second-Born Royals) (Hors-série) d'Anna Mastro (diffusé sur Disney+)

- 2021
  - Spin : Pour l'amour de la musique (Spin) de Manjari Makijany[3],[4]
  - Le Secret de la Momie (Under Wraps) d'Alex Zamm[5]
  - Encore Noël ?! (Christmas Again) d'Andy Fickman[6]

- 2022
  - Sneakerella (Hors-série) d'Elizabeth Allen Rosenbaum (diffusé sur Disney+)
  - Le Trésor de Dolphin Bay (The Curious Case of Dolphin Bay) (Hors-série) de Christine Luby
  - Zombies 3 de Paul Hoen (diffusé sur Disney+)[7],[8]
  - Le Secret de la Momie 2 (Under Wraps 2) d'Alex Zamm[9],[10]

## Disney Original Movie(2023-2024)
Voici la liste exhaustive des téléfilms sortis sous le label Disney Original Movie, de 2023 à 2024.
En 2023, la collection est rebaptisée pour retirer la mention de la chaîne de son nom afin de réunir les productions de Disney Channel à destination de son antenne mais également celles qu'elle produit pour le service Disney+ qui, entre 2020 et début 2022, étaient hors-série à la collection.

### Années 2020
- 2023
  - Un Bal pour Harvard (Prom Pact) d'Anya Adams (diffusé sur Disney+)
  - Où est passée Anna Maria ? (The Slumber Party) de Veronica Rodriguez
  - Mission : Cadeaux (The Naughty Nine) de Alberto Belli

- 2024
  - Les Green à Big City, le film : Vacances dans l'espace (Big City Greens the Movie: Spacecation) d'Anna O'Brian[11],[12]
  - Descendants : L'Ascension de Red (Descendants: The Rise of Red) de Jennifer Phang (diffusé sur Disney+)[13]

## Disney Channel Original Movie(depuis 2025)
Voici la liste exhaustive des téléfilms sortis sous le label Disney Chanel Original Movie, depuis 2025
En 2025, la collection retrouve la mention de la chaîne dans son nom.

### Années 2020
- 2025
  - Zombies 4 : L'Aube des vampires (Zombies 4: Dawn of the Vampires) de Paul Hoen

### Prochainement
- 2026
  - Descendants: Wicked Wonderland de Kimmy Gatewood[14]

## Autres productions

### Disney XD Original Movie
- 2009 : Skyrunners : L'Odyssée des Frères Burs (Skyrunners) de Ralph Hemecker[15],[16]
- 2013 : Camp Zombie (Bunks, Hors-série) de Tibor Takács
- 2014 : Jack Parker, Roi des menteurs (Pants on Fire) de Jon Rosenbaum[17],[18]
- 2015 : L'Aventure de ouf de Mark et Russell (Mark & Russell's Wild Ride) de Jon Rosenbaum

### Disney Junior Original Movie
- 2014 : Lucky, un canard à la mer (Lucky Duck) de Donald Kim[19],[20]
- 2021
  - Mickey et la légende des deux sorcières (Mickey's Tale of Two Witches) de Jeff Gordon
  - Mickey et Minnie, le vœu de Noël (Mickey & Minnie: Wish Upon a Christmas) de Rob LaDuca et Broni Likomanov

## Audiences
Ce tableau présente les dix téléfilms ayant réuni la plus forte audience lors de leur première diffusion aux États-Unis, il ne prend donc pas en compte les rediffusions ou les vues sur les services de replay.
| No | Téléfilm                                               | Audience     | Année |
| -- | ------------------------------------------------------ | ------------ | ----- |
| 1  | High School Musical 2                                  | 17,2 million | 2007  |
| 2  | Les Sorciers de Waverly Place, le film                 | 11,4 million | 2009  |
| 3  | Camp Rock                                              | 8,9 million  | 2008  |
| 4  | Princess Protection Program : Mission Rosalinda        | 8,5 million  | 2009  |
| 5  | Teen Beach Movie                                       | 8,4 million  | 2013  |
| 6  | Jump in!                                               | 8,2 million  | 2007  |
| 7  | Camp Rock 2 : Le Face à Face                           | 7,9 million  | 2010  |
| 8  | Cadet Kelly                                            | 7,8 million  | 2002  |
| 8  | Les Cheetah Girls 2                                    | 7,8 million  | 2006  |
| 9  | High School Musical : Premiers pas sur scène           | 7,7 million  | 2006  |
| 10 | Phinéas et Ferb, le film : Voyage dans la 2e dimension | 7,6 million  | 2011  |

- Descendants 2 peut être considéré comme le troisième téléfilm le plus regardé de la collection, à égalité avec Camp Rock, avec 8,9 million de téléspectateurs lors de sa première diffusion. Néanmoins, alors que les autres téléfilms étaient diffusés uniquement sur Disney Channel, Descendants 2 était diffusé en simultané sur 6 chaînes différentes, un avantage que les autres n'avaient pas, réunissant donc seulement 5,1 million de téléspectateurs sur Disney Channel[31].